# Championnat de France de hockey sur glace 1934-1935
Saison précédente Saison suivante
La saison 1934-1935 est la 19e saison du championnat de France de hockey sur glace qui porte le nom de 1re série.

## Bilan
Le club du Stade français est champion de France pour la troisième fois.

## Référence
Résultats de la saison sur Hockeyarchives